# David Parker Ray
David Parker Ray (* 6. November 1939, Belen (New Mexico); † 28. Mai 2002) war ein US-amerikanischer Vergewaltiger und Sadist. Er folterte und vergewaltigte Frauen auf bizarre Art und Weise mit Hilfe seines  Komplizinnengespannes, u. a. bestehend aus seiner Freundin und seiner Tochter. Obwohl niemals eine Leiche gefunden wurde, wurde er von seiner Lebensgefährtin des Mordes beschuldigt. Er behauptete, etwa 40 Frauen entführt, gefoltert und vergewaltigt zu haben, die Taten soll er in der Kleinstadt Elephant Butte im US-Bundesstaat New Mexico begangen haben. Er wird auch „Toy Box Killer“ genannt.

## Verbrechen
David Parker Ray folterte seine Opfer in einer selbstgebauten, 100.000 US-Dollar teuren, schalldichten Folterkammer, die er „Toy Box“ (zu deutsch: Spielzeugkiste) nannte. Diese war ausgestattet mit Peitschen, Ketten, Riemen, chirurgischen Instrumenten, Sägen, Bohrern, einem gynäkologischen Untersuchungsstuhl und weiteren Utensilien. Er klemmte die Brustwarzen seiner Opfer an eine elektrisch aufgeladene Streckmaschine und führte den Frauen Objekte in die Vagina und den Anus ein.
Bei der Ankunft neuer Opfer, deren Anzahl nicht genau bekannt ist, wurde eine von David Parker Ray selbst aufgezeichnete Tonbandaufnahme abgespielt, die ihnen erklärte, dass sie als Sexsklaven gehalten werden.
Die Grausamkeiten kamen erst ans Licht, als eines seiner Opfer fliehen konnte.

## Verurteilung und Inhaftierung
Weil keine einzige Leiche gefunden wurde, konnte David Parker Ray nur in vier Fällen von Entführung und Vergewaltigung angeklagt werden. Er erhielt im Jahre 2001 eine Freiheitsstrafe von 224 Jahren, verstarb aber bereits ein Jahr darauf an einem Herzinfarkt.

## Sonstiges
Am 11. Oktober 2011 führten das FBI, die New Mexico State Police sowie die Polizei von Albuquerque eine groß angelegte Suchaktion rund um das Elephant Butte Reservoir durch, um mögliche Überreste von Rays Opfern zu finden. Außerdem veröffentlichten die Behörden Fotos von Schmuck und Zubehör von eventuellen Opfern.
Im November 2011 wurde eine Frau bei den Behörden vorstellig und identifizierte sich selbst auf einem FBI-Poster, das mehrere unbekannte Frauenfotos beinhaltete.